# Helmut Nindl
Helmut Nindl (* 1955 in Hopfgarten im Brixental) ist ein österreichischer Bildhauer und Installationskünstler.

## Leben

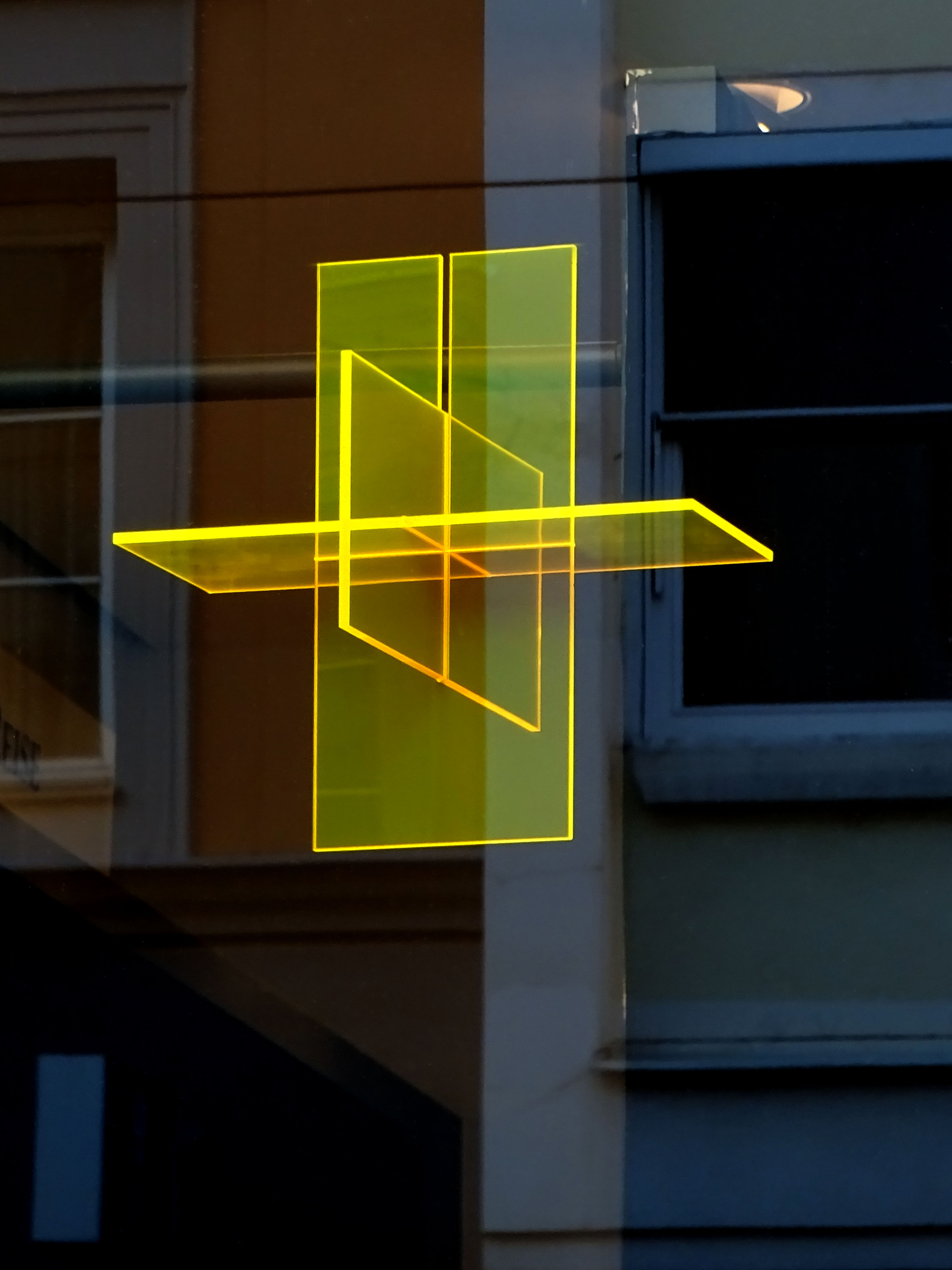
CROSSING. Plexiglas fluoreszierend, Laserschnitt, Proportionsschema Goldener Schnitt, Maße variabel.

Nach dem Besuch der Höheren Technischen Lehranstalt HTL Innsbruck studierte Nindl an der Akademie der Bildenden Künste München, wo er 1983 das Diplom erwarb. Ab 1979 arbeitet er als freischaffender Künstler/Bildhauer. Zeitgleich arbeitete er im Bereich der Denkmalpflege und restaurierte Stuckaturen und historische Steinobjekte.
Neben seiner freiberuflichen Tätigkeit unterrichtet er seit 1983 an der HTL Kramsach Glas und Chemie (früher Glasfachschule Kramsach).
Er gründete, organisierte und leitete 20 Jahre die Kunsttage Kramsach (Workshops, Seminare und Kunstgespräche in den Werkstätten der HTL Kramsach – Glasfachschule). Mit dem 20-jährigen Jubiläumsfest im Jahr 2016 wurde diese Initiative vorläufig beendet.
Nindl lebt und arbeitet in Kramsach.

## Werk
Als klassisch ausgebildeter Bildhauer arbeitete Nindl zunächst mit den traditionellen Bildhauermaterialien Stein, Holz, Metall und Beton. Beim Werk Glaskubus Rattenberg (1997) verwendete er erstmals Glas (speziell Floatglas), später auch Plexiglas und ergänzend LED-Licht. Diese Materialien sind vor allem auf Grund ihrer Transparenz und Vielschichtigkeit für den Künstler von Bedeutung. Nindl steht mit seinem Werk in der Tradition der abstrakten bzw. konkreten Kunst, seine Arbeiten seit den 90er-Jahren sind „geprägt von der Auseinandersetzung mit Themen der Raumorganisation“.

## Ausstellungen (Auswahl)
- Falda per falda. Gavorrano, 2005.[3]
- Glas – Farbe – Licht.  Kulturherbst Schliersee, 2016.[4]

## Kunst im öffentlichen Raum
- Brunnenmodell in Krems an der Donau: 1. Preis beim Wettbewerb Kunst im öffentlichen Raum, Krems, 1992.[5]
- Lebendiges Wasser und Wasserwand in Fieberbrunn: 1. Preis beim Wettbewerb Kunst im öffentlichen Raum, Fieberbrunn, 1995.[6]
- Kubus x 4: 1. Preis beim Wettbewerb Kunst am Bau, Innsbruck, WE–Wohnbaugesellschaft, 1995.[7]

## Publikationen
- View, Sicht. Sichtung. Bildband, Tiroler Künstlerschaft, Innsbruck 2006, ISBN 978-3-902002-14-3.
- Raster, Strukturen, Leben. Neue Arbeiten. Bildband, Mit Beiträgen von Günther Dankl, Ingeborg Erhard, Peter Walder-Gottsbacher und Verena Konrad, Tiroler Künstlerschaft, Innsbruck 2014, ISBN 978-3-902002-21-1.